# Akavia
Akavia är ett fackförbund och intresseorganisation i Sverige som organiserar ekonomer, jurister, samhällsvetare, it-akademiker, personalvetare (human resources), kommunikatörer och chefer. 

## Historia
Akavia bildades 1 januari 2020 genom att Jusek och Civilekonomerna gick samman. Namnet står för "den akademiska vägen" (aka + via).
Akavia ingår i Sveriges akademikers centralorganisation (Saco), som är en partipolitiskt obunden sammanslutning av 21 självständiga fackförbund. Akavia är det näst största Saco-förbundet med 144 000 medlemmar, något färre än det största, Sveriges Ingenjörer, med cirka 150 000 medlemmar.. En viktig utgångspunkt för det nya förbundet är att vara en pådrivande kraft i frågor som är viktiga för förbundets yrkesgrupper.